# تروي بيري
تروي بيري (بالإنجليزية: Troy Perry)‏ هو عالم عقيدة أمريكي، ولد في 27 يوليو 1940 في تالاهاسي في الولايات المتحدة.